# Clara Bow

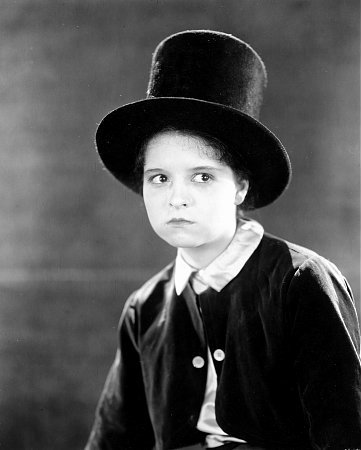
Foto publicitària de l'actriu a la pel·lícula Down to the Sea in Ships

Clara Gordon Bow (Brooklyn, 29 de juliol de 1905 – Los Angeles, 27 de setembre de 1965) va ser una actriu estatunidenca que va assolir l'estrellat durant l'era del cinema mut en la dècada de 1920. La seva aparició a la pel·lícula It (1927) la va catapultar a la fama mundial essent coneguda com "The It Girl", una de les principals icones dels feliços anys vint. Bow va aparèixer en 46 pel·lícules mudes, entre les que es poden destacar èxits com “Mantrap” (1926), “It” (1927) i “Wings” (1927) i 11 de sonores. Va ser l’actriu en aportar més beneficis de taquilla a finals dels anys 20 i en el punt àlgid del seu estrellat, va rebre més de 45.000 cartes de fans en un sol mes (gener de 1929). Dos anys després de casar-se amb l'actor Rex Bell el 1931 es va retirar per viure en el seu ranxo de Nevada. La seva darrera pel·lícula, “Hoop-La”, es va estrenar el 1933. Va morir d'un atac de cor el setembre de 1965 als 60 anys.

## Biografia

### Una infància difícil
Bow va néixer a Prospect Heights, Brooklyn, al 697 de Bergen Street. Era la tercera filla dels seus pares, però les seves dues germanes grans, nascudes el 1903 i el 1904, havien mort en la infància. A la seva mare, Sarah Frances Bow (de soltera Gordon, 1880–1923), un metge li havia recomenat que no es tornés a quedar embarassada, però malgrat l'advertència, Sarah es va quedar embarassada de Clara a finals de 1904. Anys més tard, Clara va escriure: "Suposo que dues persones mai van mirar la mort a la cara amb més claredat que la meva mare i jo el matí que vaig néixer. Tots dos ens vam rendir, però d'alguna manera vam lluitar per tornar a la vida".
Els pares de Bow descendien d'immigrants anglesos i escocesos-irlandesos que havien vingut a Amèrica la generació anterior. Quan Clara tenia quatre anys i mig el seu pare, Robert Walter Bow (1874–1959), es va quedar sense feina, i començà a tenir problemes amb l'alcohol i a maltractar la seva dona, a la que amagava a causa dels seus problemes de salut mental. Quan aquesta tenia 16 anys, havia caigut per una finestra d’un segon pis i va patir una greu lesió al cap. Més tard se li va diagnosticar psicosi a causa d'epilèpsia. Amb el pare absent molt sovint, des dels seus primers anys, Bow havia après a cuidar la seva mare durant les convulsions, així com a fer front als seus episodis psicòtics i hostils. La mare no mostrava cap afecte per Clara i el pare solia pegar-la en els seus episodis violents per lo que la nena va créixer al carrer i va aprendre a fer servir els seus punys per defensar-se.
Des de ben petita Bow va preferir la companyia dels nois, no li agradaven els jocs de les nenes i preferia córrer, barallar-se o jugar al beisbol amb ells. Segons afirmaria més tard, era capaç d’abatre qualsevol noi de la colla. Un amic íntim, un noi més jove que vivia al seu edifici va morir cremat, cosa que la perseguiria. Ella va sentir els seus crits i va córrer a ajudar-lo, enrotllant-lo en una catifa per aturar el foc, va morir als seus braços. Els atacs de la seva mare esdevingueren perillosos per lo que el pare la ingressà en una institució mental. Amb 16 passa a cuidar-se del seu pare, netejant les seves coses i cuinant per a ell. Segons el biògraf de Bow, David Stenn, Bow va ser violada pel seu pare als setze anys mentre la seva mare romania institucionalitzada però interpretà l’atac del pare com una mostra de l’afectivitat que la noia necessitava.

### En busca de la fama
En convertir-se en dona, la relació amb la seva antiga colla va canviar i no tenia cap amiga. Bow va trobar consol en el cinema. Més tard escrigué: "Per primera vegada a la meva vida vaig saber que hi havia bellesa al món. Per primera vegada vaig veure terres llunyanes, cases serenes, encantadores, amor, noblesa, glamour". La noia decideix que vol ser actriu de cinema.
A la tardor de 1921, en contra dels desitjos de la seva mare però amb el suport del seu pare, Bow es va presentar al concurs nacional anual d'actuació "Fame and Fortune" organitzat per les revistes de fans “Motion Picture Classic” i “Motion Picture Magazine” d’Eugene V. Webster i James Stuart Blackton, respectivament. Era una porta d’entrada al cinema ja que en anys anteriors, altres guanyadores del concurs havien esdevingut actrius. El jurat del concurs, format per Howard Chandler Christy, Neysa McMein i Harrison Fisher la va donar com a guanyadora indicant: “És molt jove, només té 16 anys. Però està plena de confiança, determinació i ambició. Està dotada d'una mentalitat molt madura per l'edat que té. Té una autèntica espurna de foc diví. Es projecta perfectament. La seva aparença personal és gairebé suficient per portar-la a l'èxit sense l'ajuda del cervell que té indubtablement.” 
Bow va guanyar un vestit de nit i un trofeu de plata, i l'editorial es va comprometre a ajudar-la a aconseguir un paper, però va passar el temps i no la trucaven. El seu pare li va comminar a insistir a l’oficina de Brewster fins que li presentaren el director Christy Cabanne. El director es negà en principi a tenir-la en compte però davant l’insistència de l’oficina de Webster l’acabà seleccionant per a “Beyond the Rainbow” (1921). Va arribar al set i va quedar enfonsada perquè al camerino ningú li va voler explicar com maquillar-se, en sortir Bow va fer cinc escenes i va impressionar Cabanne amb la seva facilitat per plorar desconeixent que eren llàgrimes reals. En estrenar-se la noia descobrí que les seves escenes havien estat suprimides.

### Finalment, actriu de cinema
Encoratjada pel seu pare, Bow va continuar visitant agències demanant papers. Finalment, el director Elmer Clifton, que necessitava un xicotot per a la seva pel·lícula “Down to the Sea in Ships”, va veure Bow a la revista Motion Picture Classic i la va enviar a buscar. En un intent de superar la seva aparença juvenil, Bow es va pentinar i posar un vestit de la seva mare. Clifton va dir que era massa gran. En veure el tartamudeig Bow esclatà a riure en descobrir que realment era la noia de la revista i la contractà per 50 dòlars a la setmana. "Down to the Sea in Ships", rodada Massachusetts, i produïda per "The Whaling Film Corporation", documentava la vida, l'amor i el treball d’una comunitat de caçadors de balenes. La producció va comptar amb uns quants actors menys coneguts i talents locals. Es va estrenar el 25 de setembre de 1922, i es va distribuir generalment el 4 de març de 1923. El 5 de gener de 1923, per a desesper de la seva filla, Sarah va morir als 43 anys a causa de l'epilèpsia.

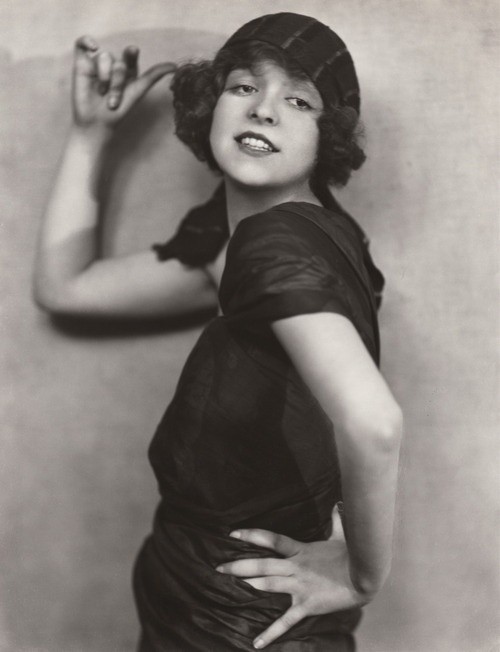
Foto de Clara Bow del 1921

Aquell 1923 també havia fet d’extra a “Enemies of Women” (1923) i també participà a "The Daring Years" (1923), on es va fer amiga de l'actriu Mary Carr, que li va ensenyar a maquillar-se. A l'estiu, va tenir un paper de xicotot a “Grit” (1924), on va conèixer el seu primer xicot, el càmera Arthur Jacobson, i el director Frank Tuttle, amb qui treballaria en cinc produccions posteriors. La crítica de Variety deia "Clara Bow es queda als ulls, molt després que la imatge s'hagi anat." Mentre rodava "Grit" a Nova York, Jack Bachman, de l'estudi independent de Hollywood Preferred Pictures, es va acostar a Bow per oferir-li un contracte de prova de tres mesos a 50 dòlars a la setmana i, amb el permís del seu pare, acceptà. A finals de 1924 Bow va ser escollida com una de les WAMPAS Baby Stars juntament amb Elinor Fair o Dorothy McKaill.

### Preferred Pictures
El 22 de juliol de 1923, Bow va deixar Nova York, el seu pare i el seu xicot per anar cap a Hollywood. L’acompanyava l'escriptora i agent de l'estudi Maxine Alton i després d’algunes proves a principis d’agost es va convertir en membre del "estoc permanent" de Preferred Pictures. Preferred Pictures estava dirigida per Schulberg, que havia començat com a gestor de publicitat a Famous Players-Lasky, però després de la lluita pel poder al voltant de la formació de la United Artists, va acabar en el bàndol perdedor i va ser acomiadat. Va fundar Preferred el 1919 amb 27 anys.
La primera pel·lícula a Hollywood va ser “Maytime”. Entre 1924 i 1925 Clara apareixeria en 31 pel·lícules de les quals només sis serien amb Preferred Pictures ja que Schulberg la llogaria a estudis més grans. Primer va ser cedida a la First National Pictures per protagonitzar l'adaptació del best-seller de 1923 de Gertrude Atherton, “Black Oxen” (1923). El director, Frank Lloyd va arribar a fer càsting per a aquell paper de la flapper de l'alta societat Janet Oglethorpe a més de 50 actrius abans no li fos presentada la Bow. Més tard Lloyd diria a la premsa, "Bow és la personificació de la flapper ideal, entremaliada, bonica, agressiva, i profundament sentimental".
A principis de la dècada de 1920, amb l'era del jazz, irrompé el fenomen de les “flapper” que canvià l’arquetip de dona del moment. Aquestes eren independents, informals i sofisticades, gairebé descarades. L’altra gran actriu que personificà el fenomen de les flapper fou Colleen Moore. Moore va fer el seu debut com a flapper en una adaptació reeixida de l'atrevida novel·la “Flaming Youth”, estrenada el 12 de novembre de 1923, sis setmanes abans que “Black Oxen”. Ambdues pel·lícules van ser produïdes per First National Pictures, i mentre “Black Oxen” encara s'estava editant i “Flaming Youth” encara no s'havia estrenat, se li va demanar a Bow que coprotagonitzés amb Moore la pel·lícula "Painted People" (1924) produïda per John McCormick, marit de Moore. Bow va treballar en la pel·lícula durant tres setmanes fins que va coincidir amb Moore en una escena i aquesta va impedir que el director filmés primers plans de Bow per por que li robés l'escena. Com que Moore estava casada amb el productor de la pel·lícula, les protestes de Bow van ser inútils. Durant el sopar li explicava el que havia passat al seu xicot Jacobson, que havia arribat de Nova York, quan de cop sortí del bungalow amb una idea. Bow tenia problemes de sinus i va decidir que els operessin aquella mateixa nit. Amb la cara de Bow ara embenada, l'estudi no va tenir més remei que replantejar la seva part.
L'any nou de 1924, Bow va portar el seu pare a Hollywood. Bow va recordar el seu retrobament: "M'importava un rabe,ni BP Schulberg, ni la meva carrera cinematogràfica, ni Clara Bow, només em vaig llançar als seus braços i el vaig besar i besar, i tots dos vam plorar com un parell de nens ximples. Va ser meravellós." Bow i el seu pare es van mudar a Hollywood juntament amb Jacobson, que aleshores també treballava per a Preferred. Quan Schulberg es va assabentar d’això va acomiadar Jacobson ja que potencialment exposava la seva gran estrella a un escàndol. Quan Bow va saber-ho va amenaçar de trencar el seu contracte per lo que Schulberg es feu enrere.

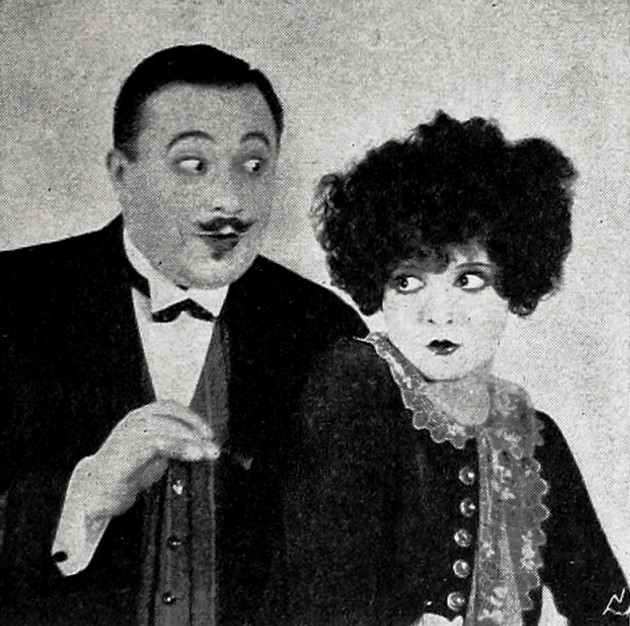
Fotograma de la comèdia Kiss Me Again (1925) amb Willard Louis i Clara Bow aparegut a la pàgina 61de la revista Exhibitors Herald of el 6 de juny de 1925.

El 1924 Bow va participar en 8 pel·lícules i fins i tot dues es van estrenar el mateix dia, “Poisoned Paradise” i “Daughters of Pleasure” que s'estrenaren el 29 de febrer de 1924. Cedida a la Universal, Bow va ser l’actriu principal per primera vegada a “Wine” (estrenada el 20 d'agost de 1924), un drama/comèdia sobre el tema del contraban d’alcohol en el que Bow retratava una noia innocent que acaba esdevenint una mare salvatge. La revista Motion Picture Classic va escriure al juny que "Clara Bow... mostra símptomes alarmants de convertir-se en la sensació de l'any" titulant-la en una fotografia “the flappiest plapper of them all”, i la va presentar a la portada. Diversos autors han considerat a Bow com la flapper més important dels anys 20.
Preferred Pictures cedia Bow a grans productors per sumes que anaven des dels 1500 fins als 2000 dòlars setmanals mentre pagava a Bow un sou de 200 a 750 dòlars setmanals. Aquells anys van ser de treball intens per a l’actriu que treballava fins i tot en diferents pel·lícules a la vegada en tota mena de papers. Bow declararia: “no els retrec que intentessin treure el màxim de profit però un cop havia entrat en un paper ja venia el següent” i recordava com amb Lubitsch a “Kiss me Again” (1925) arriba a aprendre molt de l’ofici. El 21 d'octubre de 1925, Schulberg va presentar la fallida de Preferred Pictures, i tres dies després es va anunciar que Schulberg s'uniria a Adolph Zukor per convertir-se en productor associat de la Paramount Pictures gràcies al fet que tenia Clara Bow sota contracte personal.
“The Plastic Age” va ser la darrera pel·lícula de Bow per a Preferred Pictures i el seu major èxit fins aquell moment col·locant-la a les portades de les revistes d’aficionats al cinema. En la pel·lícula coincidí amb Gilbert Roland que es va convertir en el seu primer promès però es separarien 18 mesos després. Durant la dècada de 1920, Bow va jugar amb les convencions de gènere i la sexualitat en la seva imatge pública. Juntament amb els seus papers de xicotot i flapper, va protagonitzar pel·lícules de boxa i va posar per a fotografies promocionals com a boxejadora. En apropiar-se de trets tradicionalment andrògins o masculins, Bow es va presentar com una dona moderna i segura.

### A la Paramount

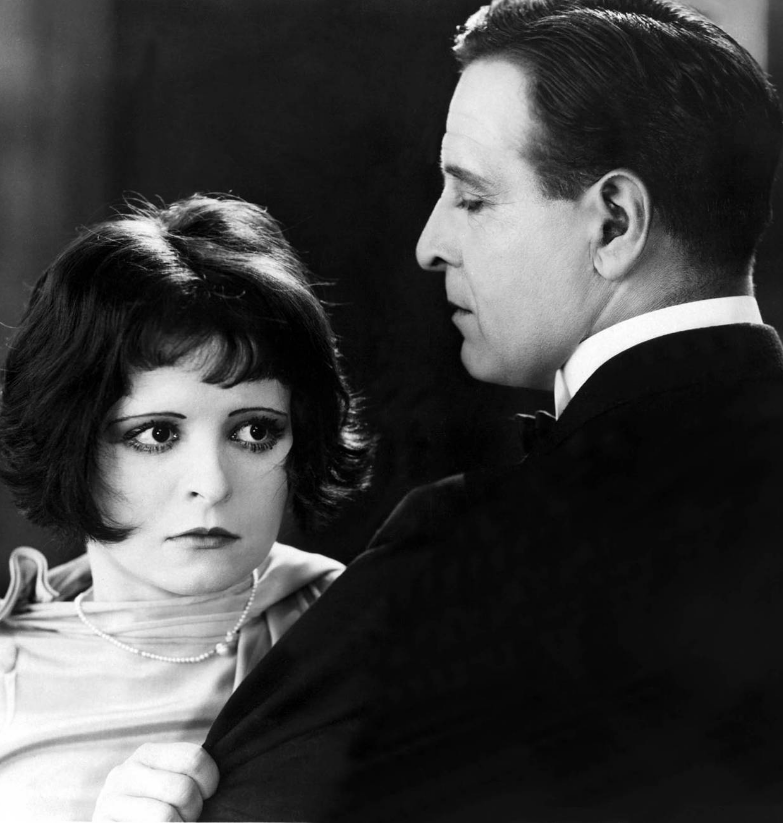
Fotografia publicitària de la pel·lícula "Dancing Mothers" (1926) amb Clara Bow i Conway Tearle.

Bow va estrenar vuit pel·lícules el 1926: cinc per a Paramount, inclosa la versió cinematogràfica del musical “Kid Boots” amb Eddie Cantor, i tres en que havia actuat llogada que s'havien filmat el 1925. A finals de 1925, Bow va tornar a Nova York per ser coprotagonista del drama “Dancing Mothers” amb Alice Joyce, Norman Trevor i Conway Tearle. Les crítiques locals van ser molt positives; Clara demostrava que podria interpretar molt bé altres papers que no fossin de la flapper perfecta.
El 12 d'abril de 1926, Bow va signar el seu primer contracte directe amb la Paramount amb un sou de 750 dòlars setmanals. Poc després arribaria un altre gran èxit, “Mantrap”, de Victor Fleming, estrenada el 24 de juliol de 1926. En ella, Bow mantenia un triangle amorós amb Ernest Torrence, un home del gran nord, i amb Percy Marmont que interpretava un advocat de divorcis de Nova York. Malgrat les objeccions de Clara, la productora es va veure empesa a convertir-la en una estrella. El 16 d'agost de 1926, la Paramount va renovar el contracte de Bow amb per cinc anys amb un sou que inicialment era de 1.700 dòlars setmanals i que havia d’augmentar anualment fins als 4.000 dòlars a la setmana l'últim any. Les revistes alimentaven l’interès del públic per Clara i van començar a emplenar-se de rumors sobre la seva vida. Un rumor es convertia en una cita, aquesta en una relació i una relació en un compromís. Bow, senzilla oberta i espontània, no hi veia res de dolent en tot plegat i va continuar explicant-ho tot als periodistes situant-se en una posició des de la que era fàcil ser atacada. Amb el temps descobriria que aquesta sinceritat era ridiculitzada.

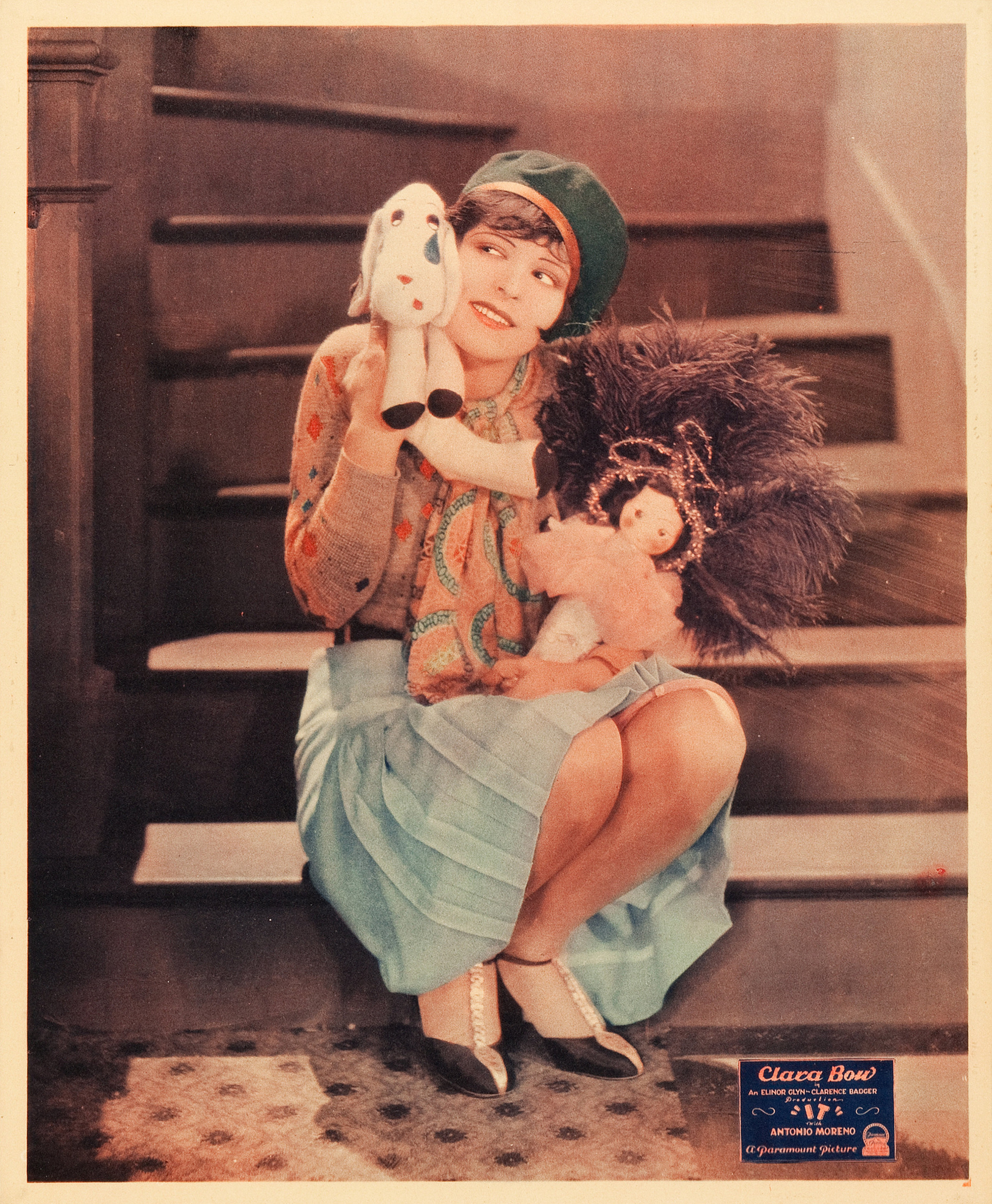
Fotografia publicitària de la pel·lícula "It" amb Clara Bow

Bow era una actriu molt intuïtiva. "Els assajos m'avorreixen", va declarar una vegada, i des del començament de la seva carrera va confiar en la direcció immediata: "Digueu-me què he de fer i ho faré". La seva creativitat va fer que els directors cridessin a càmeres addicionals per cobrir les seves accions espontànies, en lloc de mantenir-la cenyida. L'executiu de MGM, Paul Bern, va dir que Bow era "l'actriu més emocional de la pantalla", "sentimental, senzilla, infantil i dolça" i considerava la seva "actitud dura" un "mecanisme de defensa".
El 1927, va aparèixer en sis grans estrenes de la Paramount: “It”, “Children of Divorce”, “Rough House Rosie”, “Wings”, “Hula” i “Get Your Man”. “It” era una història basada en la Ventafocs, la pobra botiguera Betty Lou Spence (Bow) conquereix el cor del seu cap Cyrus Waltham (Antonio Moreno). Les crítiques van ser excepcionals i la pel·lícula va donar a Bow el seu sobrenom, "The 'It' Girl". Durant un temps, Bow va mantenir una relació amb Victor Fleming, tot i la diferència d’edat, però a “Children of Divorce” va coincidir amb Gary Cooper de qui s'enamoraria. A continuació arribà un altre dels seus grans èxits: "Wings" (1927), una pel·lícula de guerra que la Paramount va reescriure per adaptar-la a ella. La pel·lícula va guanyar el primer premi de l'Acadèmia a la millor pel·lícula. El 1928, Bow va aparèixer en quatre pel·lícules de la Paramount: “Red Hair”, “Ladies of the Mob”, “The Fleet's In” i “Three Week-Ends”, totes es consideren actualment pel·lícules perdudes.

### Cinema sonor

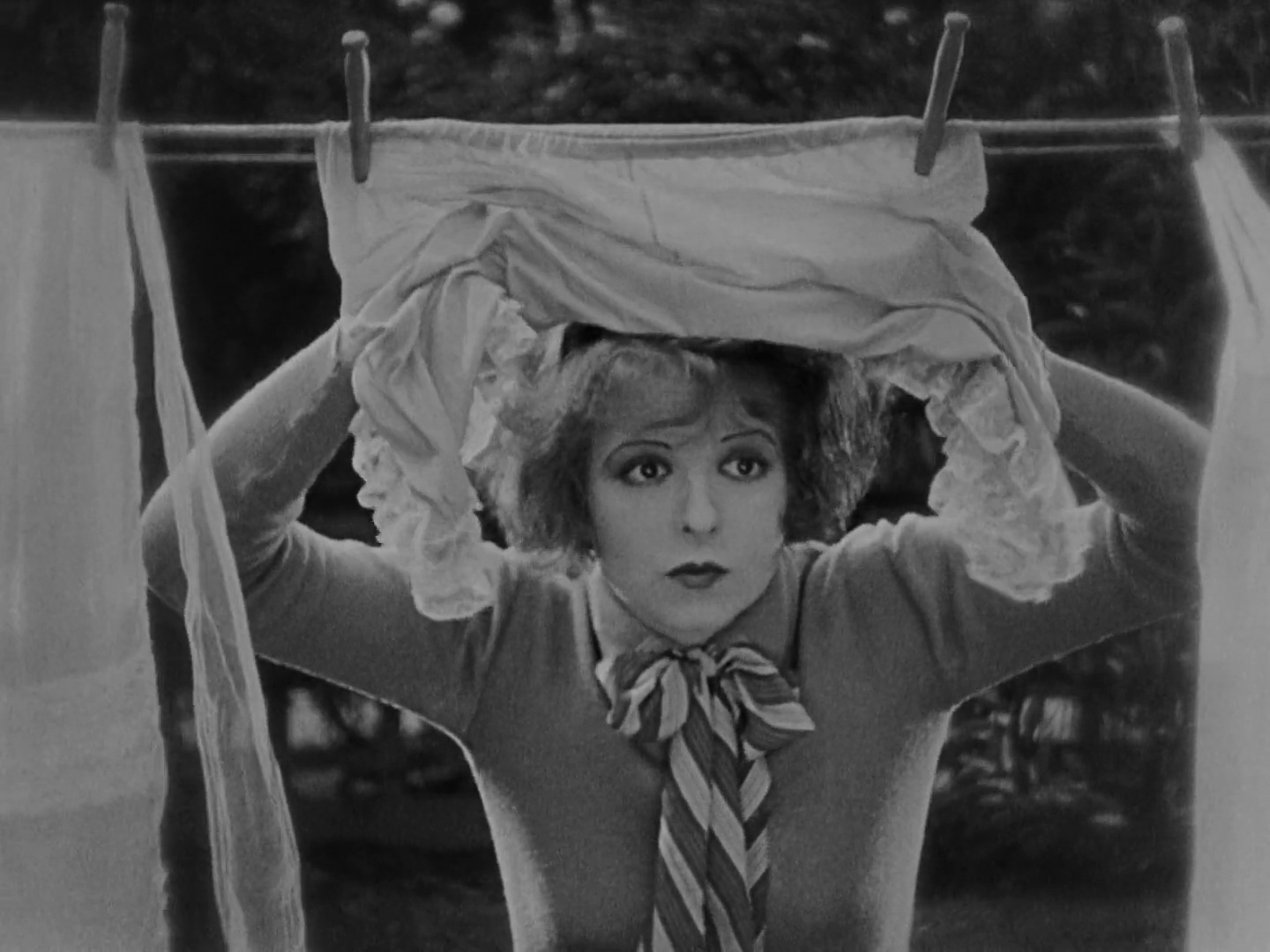
Fotograma de la pel·lícula "Wings" (1927)

Amb l’arribada dels “talkies”, ni la qualitat de la veu de Bow ni el seu accent de Brooklyn van ser un problema. Tot i això, Bow, com Charlie Chaplin, Louise Brooks i la majoria d'estrelles del cinema mut, no van acceptar la novetat: "Odio els talkies... són rígids i limitants. Perds molt de la teva simpatia, perquè no hi ha cap possibilitat per a l'acció, i l'acció és el més important per a mi." A “The Wild Party”, “Dangerous Curves” i “The Saturday Night Kid”, totes estrenades l'any 1929, Bow va mantenir la seva posició com a actriu més taquillera i reina de Hollywood. Una Bow visiblement nerviosa va haver de fer una sèrie de repeticions a “The Wild Party” perquè els seus ulls no paraven de vagar fins al micròfon superior.
Amb “Paramount on Parade”, “True to the Navy”, “Love Among the Millionaires” i “Her Wedding Night”, totes del 1930, Bow va ser la segona actriu més taquillera, només superada per Joan Crawford. Amb “No Limit” (1931) i “Kick In” (1931) Bow va ocupar la cinquena posició a taquilla, i les pressions de la fama, els escàndols públics, l'excés de treball i un judici mediàtic en que acusava la seva secretària Daisy DeVoe de mala gestió financera, van acabar passant-li factura. DeVoe va ser condemnada a la presó però va concedir una sèrie d’entrevistes a la revista setmanal “The Coast Reporter” on explicava tota una sèrie d’històries sobre la suposada vida privada de l’actriu. Bow va acabar essent traslladada a un sanatori i, a petició d'ella, Paramount la va alliberar de la seva darrera producció: “City Streets” (1931) on actuava amb Gary Cooper. Als 25 anys, la seva carrera estava acabada.
El 1932 Bow es va casar amb l’actor de pel·lícules de western Rex Bell i va abandonar Hollywood per anar al seu ranxo a Nevada, el seu "paradís del desert". En tornar a Hollywood tots els estudis (excepte la Paramount) van voler contractar-la. Mary Pickford va declarar que Bow "era una actriu molt gran" i volia que interpretés a la seva germana a “Secrets” (1933), Howard Hughes li va oferir un acord de tres pel·lícules, i la MGM volia que actués a “Red-Headed Woman” (1932). Bow va acceptar el guió, però finalment va rebutjar l'oferta ja que Irving Thalberg li va exigir que signés un contracte a llarg termini. Finalment, el 28 d'abril de 1932, Bow va signar un contracte 250.000 dòlars per fer dues pel·lícules amb la Fox Film Corporation, que foren “Call Her Savage” (1932) i “Hoop-La” (1933). Totes dues van tenir èxit però Bow es va retirar de l'actuació el 1933.

### Retirada del cinema
Bow Rex Bell (que després esdevindria tinent governador de Nevada) van tenir dos fills, Tony Beldam (1934-2011, que es canviaria el nom a Rex Anthony Bell, Jr.) i George Beldam, Jr. (nascut el 1938). El setembre del 1937, ella i Bell van obrir The 'It' Cafe a l'Hollywood Plaza Hotel que va tancar el 1943. La seva darrera actuació pública, encara que fugaç, va arribar el 1947 al programa de ràdio “Truth or Consequences”. Finalment, Bow va començar a mostrar símptomes de malaltia psiquiàtrica i es va retraure socialment. El 1944, mentre Bell es presentava a la Cambra de Representants dels Estats Units, Bow va intentar suïcidar-se. Es va trobar una nota en la qual Bow deia que preferia la mort a la vida pública.
El 1949, es va registrar en una clínica psiquiàtrica per ser tractada pel seu insomni crònic i dolors abdominals difusos i se li va diagnosticar esquizofrènia però Bow va rebutjar les explicacions psicològiques i va abandonar la institució per va viure sola en un bungalow que rarament abandonava. Va passar els seus últims anys a Culver City, sota la cura d'una infermera, Estalla Smith, vivint d'una finca valorada en uns 500.000 dòlars en el moment de la seva mort. Bow morí el 27 de setembre de 1965, als 60 anys, víctima d’un atac de cor. Va ser enterrada al Freedom Mausoleum, Santuari del Patrimoni al Forest Lawn Memorial Park Cemetery a Glendale, Califòrnia.

## Filmografia
- Beyond the Rainbow (1922)
- Down to the Sea in Ships (1922)
- Enemies of Women (1923)
- The Daring Years (1923)
- Maytime (1923)
- Black Oxen (1923)
- Grit (1924)
- Poisoned Paradise (1924)
- Wine (1924)
- Empty Hearts (1924)
- This Woman (1924)
- Helen's Babies (1924
- Black Lightning (1924
- Capital Punishment (1925)
- The Adventurous Sex (1925)
- My Lady's Lips (1925)
- Eve's Lover (1925)
- The Lawful Cheater (1925)
- The Scarlet West (1925)
- Parisian Love (1925)
- Kiss Me Again (1925)
- The Keeper of the Bees (1925)
- The Primrose Path (1925)
- Free to Love (1925)
- The Best Bad Man (1925)
- The Plastic Age (1925)
- The Ancient Mariner (1925)
- My Lady of Whims (1925)
- Shadow of the Law (1926)
- Two Can Play (1926)
- Dancing Mothers (1926)
- The Runaway (1926)
- Fascinating Youth (1926)
- Mantrap (1926)
- Kid Boots (1926)
- It (1927)
- Children of Divorce (1927)
- Rough House Rosie (1927)
- Wings (1927)
- Hula (1927)
- Get Your Man (1927)
- Red Hair (1928)
- Ladies of the Mob (1928)
- The Fleet's In (1928)
- Three Weekends (1928)
- The Wild Party (1929)
- Dangerous Curves (1929)
- The Saturday Night Kid (1929)
- True to the Navy (1930)
- Love Among the Millionaires (1930)
- Paramount on Parade (1930)
- Her Wedding Night (1930)
- No Limit (1931)
- Kick In (1931)
- Call Her Savage (1932)
- Hoop-La (1933)